# Potamogeton friesii
Potamot de Fries, Potamot à feuilles mucronées
Espèce
Statut de conservation UICN

LC : Préoccupation mineure
Potamogeton friesii, le Potamot de Fries ou Potamot à feuilles mucronées, est une espèce de plantes aquatiques annuelles ou vivaces de la famille des Potamogetonaceae et du genre Potamogeton (Potamots), répandue sur l'hémisphère nord.

## Taxonomie

### Noms vulgaires et vernaculaires
Cette espèce se nomme en français « Potamot de Fries » ou « Potamot à feuilles mucronées ».

### Étymologie
L'espèce est décrite en premier par le botaniste autrichien Franz Josef Ruprecht en 1845 dans l'ouvrage Beitrage zur Pflanzenkunde des Russischen Reiches, vol. 4 (lire en ligne), p. 43. Il la classe dans le genre Potamogeton sous le nom binominal Potamogeton friesii. Le nom générique Potamogeton provient du grec et du latin, de potamos, « fleuve », et geitôn, « voisin ».

### Synonymes
Potamogeton friesii a pour synonymes :
- Potamogeton acutifolius J.Presl & C.Presl[4]
- Potamogeton major Morong[4]
- Potamogeton mucronatus Schrad. ex Sond., 1851[1],[4]
- Potamogeton mucronatus f. acutus G.Fisch.[4]
- Potamogeton mucronatus f. angustifolius (G.Fisch.) Hagstr.[4]
- Potamogeton mucronatus var. angustifolius G.Fisch.[4]
- Potamogeton mucronatus f. latifolius (R.Ruthe ex G.Fisch.) Hagstr.[4]
- Potamogeton mucronatus var. latifolius R.Ruthe ex G.Fisch.[4]
- Potamogeton mucronatus var. major R.Ruthe ex G.Fisch.[4]
- Potamogeton mucronatus f. minor Tiselius[4]
- Potamogeton mucronatus var. obtusior (G.Fisch.) Graebn.[4]
- Potamogeton mucronatus f. obtusior G.Fisch.[4]
- Potamogeton oederi G.Mey., 1836[1],[4]
- Potamogeton pusillus subsp. friesii (Rupr.) Hook.f.[4]
- Potamogeton pusillus var. mucronatus (Schrad. ex Sond.) Hook.f.[4]
- Spirillus friesii (Rupr.) Nieuwl.[4]

## Description

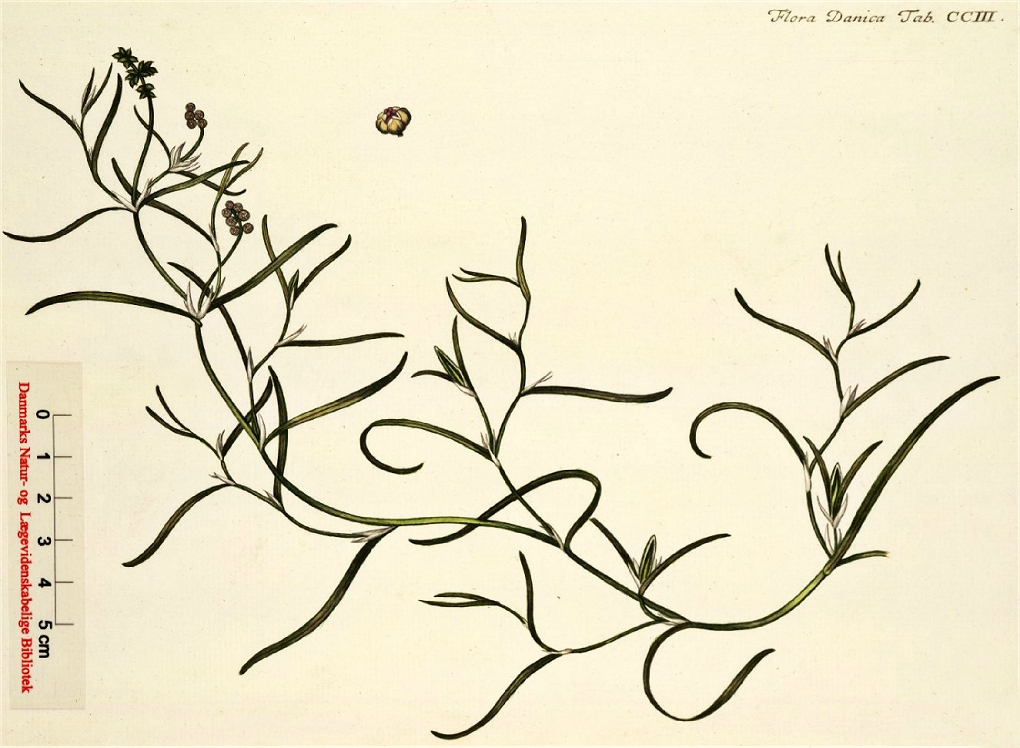
Illustration de Potamogeton friesii.

### Appareil végétatif

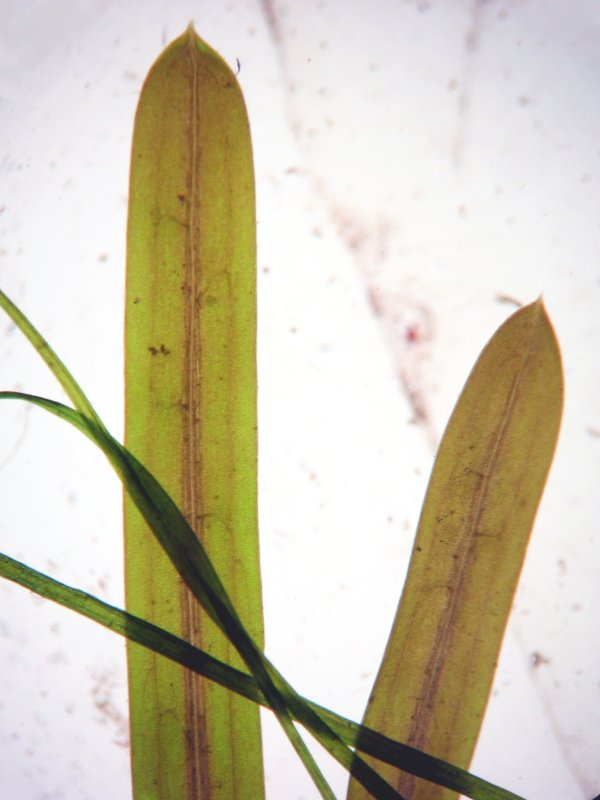
Détail des feuilles.

C'est une plante vivace ou annuelle, glabre, très rameuse, à tiges grêles subcylindriques ; les feuilles allongées, linéaires-mucronées, sont larges de 2 à 3,5 mm, et présentent trois à sept nervures dont la médiane est large et blanchâtre, sessiles, non engainantes, toutes submergées. La ligule est lancéolée-étroite. Le rhizome peut être absent ou présent.

### Appareil reproducteur
Les pédoncules sont grêles, droits, au moins deux fois plus longs que l'épi brièvement cylindrique et interrompu, comptant entre 4 et 8 fleurs. Les carpelles, au nombre de quatre,, sont assez rapprochés, petites, ovoïdes-renflés, à dos arrondi, à bord interne droit et sans dent, à bec médiocre à peine latéral. La floraison a lieu de juin à septembre. 

## Habitat et écologie
C'est une plante aquatique qui pousse dans les fossés, mares, étangs et lacs. Elle préfère les sols basiques, riches en nutriments et en matières organiques.

## Répartition
Le Potamot de Fries est commun à l'ensemble de la zone tempérée et froide de l'hémisphère nord (holarctique),.

## Menaces et conservation
L'espèce est classée « en danger critique d'extinction » (CR) en Basse-Normandie, Bourgogne, Centre-Val-de-Loire, Haute-Normandie, Île-de-France, Pays de la Loire, Picardie, « en danger » (EN) en Alsace et Nord-Pas-de-Calais, et « espèce vulnérable » (VU) en Rhône-Alpes. Elle est donc très menacée à l'échelle de la France métropolitaine où elle est strictement protégée. Les populations de certains états des États-Unis et provinces du Canada sont classées comme « en danger critique d'extinction » ou « en danger ». Le Conseil canadien pour la conservation des espèces menacées d'extinction classe également l'espèce comme « En sécurité » (pour le Canada uniquement).
Cependant, elle est considérée en « préoccupation mineure » (LC) à l'échelle mondiale par l'Union internationale pour la conservation de la nature. En effet, l'espèce est largement répandue et, bien qu'elle soit peut-être en déclin dans certaines parties de son aire de répartition, on ne pense pas qu'un déclin global de la population soit susceptible d'atteindre (ou d'être proche d'atteindre) le seuil de vulnérabilité.
Son introduction est interdite en Nouvelle-Calédonie.